# Nicolaas Tates
Nicolaas Tates (Zaandam, 5 maggio 1915 – Zaandam, 25 dicembre 1990) è stato un canoista olandese.

## Palmarès

### Olimpiadi
- 1 medaglia:
  - 1 bronzo (Berlino 1936 nel K-2 1000 metri)